# Косин, Джон
Джон Косин (англ. John Cosin; 30 ноября 1594, Норидж — 15 января 1672, Лондон) — англиканский епископ, педагог, мастер Питерхаус-колледжа Кембриджского университета (1635—1643, 1660), автор частных молитв и руководств.

## Биография
Родился в Норидже, получил образование в Нориджской школе и в Колледже Гонвилл-энд-Киз Кембриджского университета, где затем был членом колледжа. В дальнейшем был личным секретарём Джона Оверлэла, епископа Личфильда, затем домашним капелланом Ричарда Нила, епископа Дарема. В 1624 году стал пребендарием даремской епархии. В 1627 году Джон стал архидиаконом Восточного Райденга Йоркшира (до 1660).
В 1627 году стал широко известен как автор опубликованного сборника частных молитв и руководств, который, как утверждалось, был подготовлен по приказу Карла I для использования фрейлинами королевы Генриетты Марии. Эта книга, с её требованиями соблюдения ритуалов «высокой церкви», а также дружба Косина с епископом Уильямом Лаудом вызвала нападки со стороны радикальных пуритан Уильяма Принна и Генри Бертона.
В 1630 году Джон Косин получил степень доктора богословии и в 1635 году был избран Мастером Питерхаус-колледжа в Кембридже. В 1639—1940 годах исполнял обязанности вице-канцлера Кембриджского университет.
В 1643 году в результате конфликта с Долгим парламентом, Джон Косин был лишён должности Мастера Питерхауса. Косин был вынужден эмигрировать во Францию, где проповедовал, а затем служил капелланом у членов семьи свергнутого английского короля Карла I.
После Реставрации Джон Косин вернулся в Англию и был восстановлен в должности Мастера Питерхаус-колледжа (1660), а также был избран епископом Даремским (1660). Он в течение 11 лет Косин успешно управлял своей епархией. Он умер в Лондоне в 1672 году.